# Colom guatlla de Chiriquí
El Colom guatlla de Chiriquí (Zentrygon chiriquensis) és una espècie d'ocell de la família dels colúmbids (Columbidae) que habita la selva humida de les muntanyes d'Amèrica Central, a Costa Rica i l'oest de Panamà.